# Феррас, Матеус
Мате́ус Фе́ррас (порт. Matheus Ferraz Pereira; 12 февраля 1985, Сан-Жозе-ду-Риу-Парду, штат Сан-Паулу) — бразильский футболист, защитник.

## Биография
Матеус Феррас начал профессиональную карьеру в «Сантосе» в 2005 году, однако за два сезона в составе «рыб» нечасто появлялся на поле, сыграв лишь в четырёх матчах. В 2007 году выступал за более скромные команды — «Америку» из Сан-Жозе-ду-Риу-Прету и «Ремо». В 2008 году с «Бразильенсе» выиграл чемпионат Федерального округа. В следующем году перешёл в «Нороэсте». В 2010 году играл в «Сан-Каэтано». После года, проведённого в «Мирасоле», в 2012 году Феррас присоединился к «Крисиуме». За два сезона защитник сыграл за «тигров» во всех турнирах 100 матчей.
В 2014 году перешёл в «Токио», однако в Японии защитник так и не сыграл ни одного матча, вернувшись на родину в 2015 году. В начале года играл в чемпионате штата Минас-Жерайс за «Боа», но зимой (в середине года) перешёл в «Спорт» из Ресифи. За два года провёл за эту команду 106 матчей во всех турнирах, забив девять мячей. В середине 2017 года на правах аренды перешёл в «Гояс», выступавший на тот момент в Серии B.
В 2018 года Феррас выступал за «Америку Минейро» и был одним из ведущих игроков команды, в том числе был одним из тех, кто выводил «Америку» на поле с капитанской повязкой. Однако после вылета в Серию B клуб был не в состоянии выплачивать Феррасу высокую зарплату, и ещё до начала нового сезона защитник перешёл во «Флуминенсе».
Феррас очень уверенно начал сезон в новой команде. Всего за полгода он успел провести 32 матча и забить три гола, став практически незаменимым игроком в команде Фернандо Диниса. Однако в матче чемпионата Бразилии в Куритибе, в котором «Флу» уступил хозяевам поля, «Атлетико Паранаэнсе» со счётом 0:3, Феррас получил тяжёлую травму — разрыв крестообразной связки правого колена. Игрок выбыл до конца сезона. 
Матеус Феррас с 2005 года женат, у пары есть две дочери.

## Титулы
- Чемпион штата Пернамбуку (1): 2017
- Чемпион штата Санта-Катарина (1): 2013
- Чемпион Федерального округа Бразилии (1): 2008